# Giebenach
Giebenach is een gemeente en plaats in het Zwitserse kanton Basel-Landschaft, en maakt deel uit van het district Liestal.
Giebenach telt 1.068 inwoners.